# Lizhu
Lizhu (离珠) est un astérisme de l'astronomie chinoise, décrit dans le traité astronomique du Shi Shi qui recense les astérismes construits à partir des étoiles les plus brillantes. Lizhu se compose de quatre  étoiles moyennement lumineuses, situées à cheval sur les constellations occidentales de l'Aigle et du Verseau.

## Composition
Lizhu est un astérisme de taille relativement modeste. Il est situé à l'est de la partie basse de l'aile de la constellation de l'Aigle, qui comprend l'étoile θ Aquilae. Plus au sud se trouve la loge lunaire Xunu, dont la composition est bien déterminée. Ces éléments permettent de reconstituer la probable composition de Lizhu, qui comprend vraisemblablement à :
- 1 Aquarii (magnitude apparente 5,2)
- 71 Aquilae (4,3)
- 70 Aquilae (4,9)
- 69 Aquilae (4,9)

## Symbolique
Lizhu correspond à quatre perles brillantes.

## Astérismes associés
Lizhu se trouve au milieu d'un ensemble d'astérismes en rapport avec l'agriculture, parmi lesquels Tiantian au sud (les champs célestes), Hugua et Baigua au nord (des melons dans divers états de maturité). Au nord ouest se trouvent Hegu et Tianfu, représentant, eux, un tambour et ses baguettes.

## Référence
- (en) Sun Xiaochun et Jakob Kistemaker, The Chinese sky during the Han, New York, Éditions Brill, 1997, 247 p. (ISBN 9004107371), page 150.